# Palais El Mechouar
Le palais El Mechouar (en arabe : قصر المشور, prononcé  Qṣr al-Mašwar) est un complexe palatial royal zianide, situé à Tlemcen en Algérie. Construit au Moyen Âge par les sultans zianides en 1248. 
Le complexe du Mechouar est un exemple d'art mauresque ( architecture arabo-andalous), et plus particulièrement du style zianide. 
En 2010, des fouilles engagées sur le site historique d'El Mechouar ont permis, à l'occasion de l'évènement culturel Tlemcen capitale de la culture islamique 2011, de reconstituer, et reconstruire le palais royal à l'endroit même où se trouvaient les ruines en intégrant toutes les structures et décors découverts. Le mur d'enceinte a, quant à lui, été restauré.

## Étymologie
Mechouar — littéralement « aile du Conseil », « lieu de mouchawara », soit « conseils consultatifs », — doit son nom à la salle où se réunissaient les ministres autour du sultan de Tlemcen,. L'usage du terme mechouar s'étend pour désigner en Andalousie et au Maghreb un palais-citadelle.

## Histoire

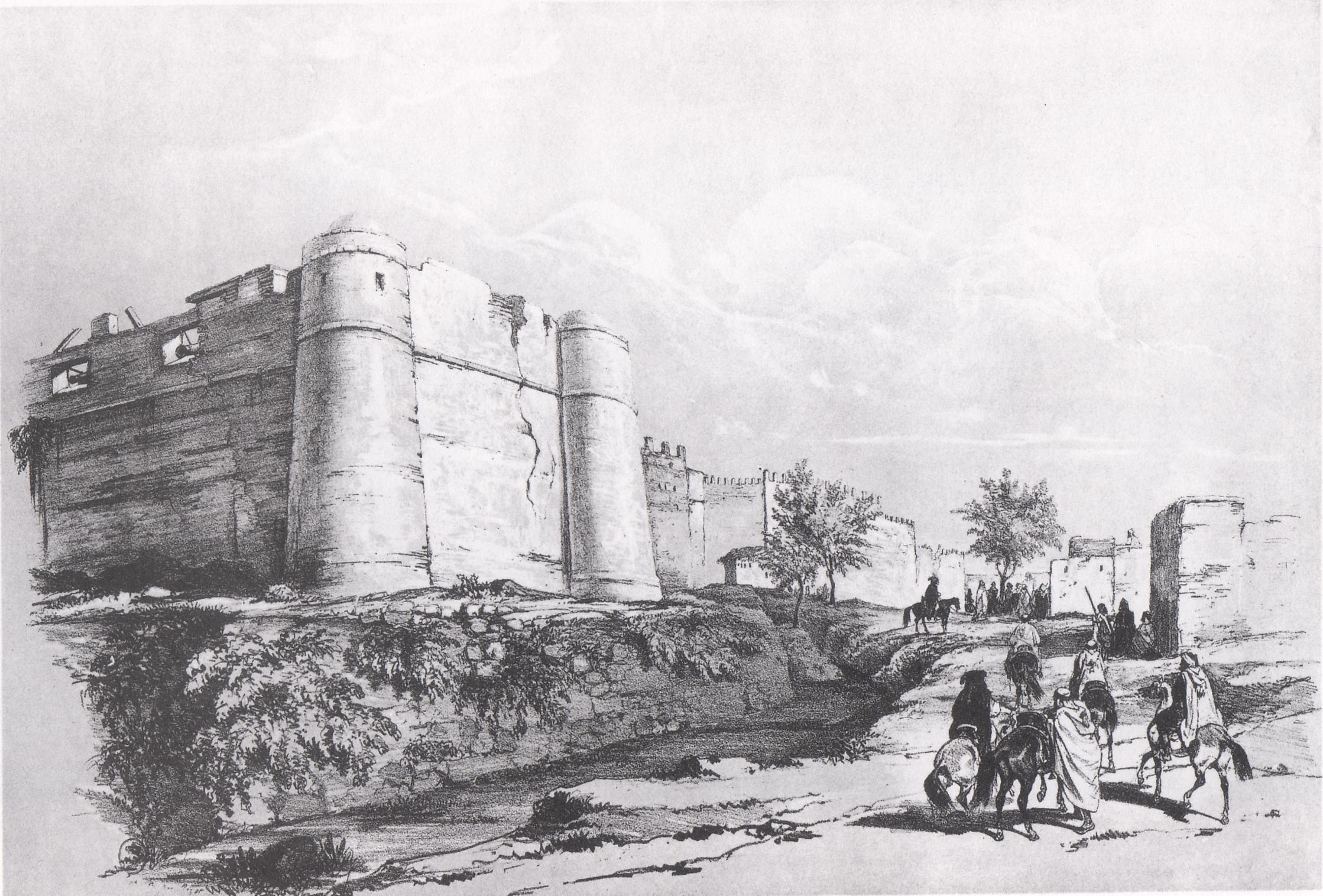
Mechouar de Tlemcen, Algérie. Lithographie d'après Alexandre Genet, 1836

Le Mechouar aurait été bâti au XIIe siècle comme citadelle par le sultanat zianide.  Selon les sources almoravides et almohades, un campement occupait le site, même si le « Palais Vieux » (Qasr al-Qadim) almoravide était voisin de la grande mosquée de Tagrart. Très vite cette résidence des anciens gouverneurs, est délaissée au profit d'un nouveau quartier beaucoup plus vaste et plus imposant.
La citadelle, de forme rectangulaire, mesurant 200 m de long et 150 m de large, est transformée en palais par le sultan zianide     Yaghmoracen Ibn Ziane,. Le palais-citadelle devient alors la résidence officielle des Zianides. Les textes mentionnent même le développement d'une cité palatine à la période zianide. Il abrite également les différents organes du pouvoir et s'élève à l'endroit le plus élevé, en limite méridionale du replat du site de la ville.
Après la prise de Tlemcen en 1337, le sultan mérinide Abu al-Hasan ben Uthman fait du palais sa résidence et sa base opérationnelle dans sa tentative d'unification du Maghreb. C'est là et à cet effet qu'il signe en 1339 une alliance économique et militaire avec le vicomte de Narbonne, ambassadeur du roi Jacques III de Majorque. Sa défaite à Kairouan en 1348 met fin à la présence de la dynastie mérinide au Mechouar et permet la restauration du royaume zianide de Tlemcen.
La citadelle et le palais sont agrandis et embellis au cours des siècles par les différentes dynasties qui l'ont occupé : almoravide, almohade, zianide et ottomane. Une mosquée est édifiée au début du XIVe siècle par le prince zianide Abou Hammou Moussa Ier. Abou Hammou Moussa II, souverain lettré, fait édifier au Mechouar le palais de Dâr al-Fath, où il organise des réceptions fastueuses et fait de la célébration de la nuit du mawlid une fête solennelle. Yahya Ibn Khaldoun offre quelques indications sur l'aménagement intérieur de la citadelle : il mentionne des pavillons, des jardins et des fontaines.
Le corsaire ottoman Arudj Barberousse s’empare de la citadelle en 1516 après que les habitants de Tlemcen lui demandent de l’aide pour chasser leur roi, Abu Hammu III, qui avait fait allégeance aux Espagnols. Arudj devient le nouveau souverain de Tlemcen jusqu'en 1518. L'ancien roi tlemcénien fait appel aux Espagnols qui assiègent Arudj dans la citadelle d’El Mechouar pendant six mois. Arudj réussit à s’enfuir, mais les Espagnols le capturent et le décapitent. Après la victoire de Hassan Agha, calife de Khayr ad-Din Barberousse, sur les troupes de Charles Quint débarquées à Alger en 1541, le roi de Tlemcen, Moulay Mohammed, dénonce son allégeance aux Espagnols et livre El Mechouar aux Ottomans. C'est alors le déclin du royaume zianide. Il servira alors de caserne pour la garnison ottomane.

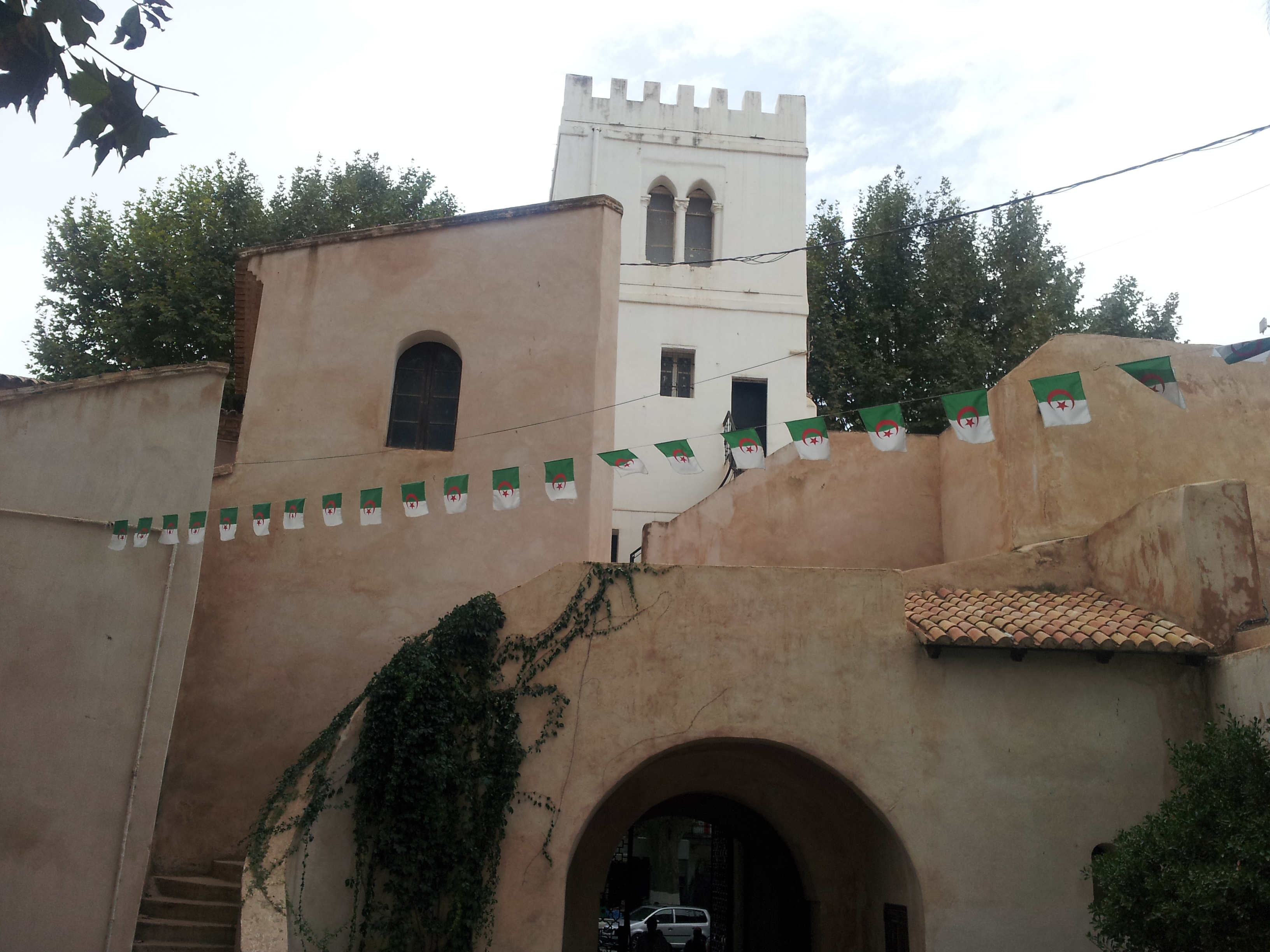
Le portail.

L'article 9 du Traité de la Tafna, signé en 1837, permet à l'émir Abdelkader d'occuper le Mechouar. L'armée française reprend la citadelle en 1842. Au début de la colonisation française, l'armée française transforme la citadelle en caserne. Au cours de cette période, la mosquée est transformée en église et le site est en partie altéré et dégradé par l'ajout de bâtiments militaires ou administratifs.
Le 1er décembre 1962, le capitaine Moine, de l'armée française, remet solennellement les clés du palais Mechouar à Fodil Sid Lakhdar, représentant alors la préfecture de Tlemcen. À l'indépendance, la citadelle devient une école de cadets militaires. L'écrivain Yasmina Khadra y effectue sa scolarité à partir de 1964. L'école est fermée en 1986 et le site est rendu à la ville.
À partir des années 1990, une campagne de dégagement conduit à la démolition de certains bâtiments coloniaux comme l'hôpital. C'est lors de ces travaux, que l'intérêt des vestiges situés dans la zone nord apparut avec la mise au jour de murs comportant des bâtisses anciennes, des vestiges de stucs et de peintures ou des zelliges. Après des travaux de réhabilitation commencés en 2010, le palais accueille le public et abrite des associations culturelles ou artisanales et des administrations.
Le 22 septembre 2022, la fédération algérienne de football et la marque allemande Adidas dévoilent un maillot à destination des joueurs de l'équipe nationale algérienne dont les motifs (en) sont inspirés des zelliges du palais.

## Le complexe
El mechouar est une citadelle, un symbole du pouvoir politique et un témoignage de la dynastie des Zianides, retraçant les principaux traits de l'architecture du sultanat. Il a un plan de type irrégulier reflétant une architecture diversifiée : médiévale et moderne. Il est situé au centre-ville de Tlemcen, en Algérie. Sa superficie est de trois hectares. Il est limité par deux boulevards du Nord au Sud : boulevard 1er Novembre et boulevard Inal Ahmed. D'Est en Ouest, il est limité par le quartier populaire Rhiba et l'avenue Cnd Ferradj.

### La mosquée

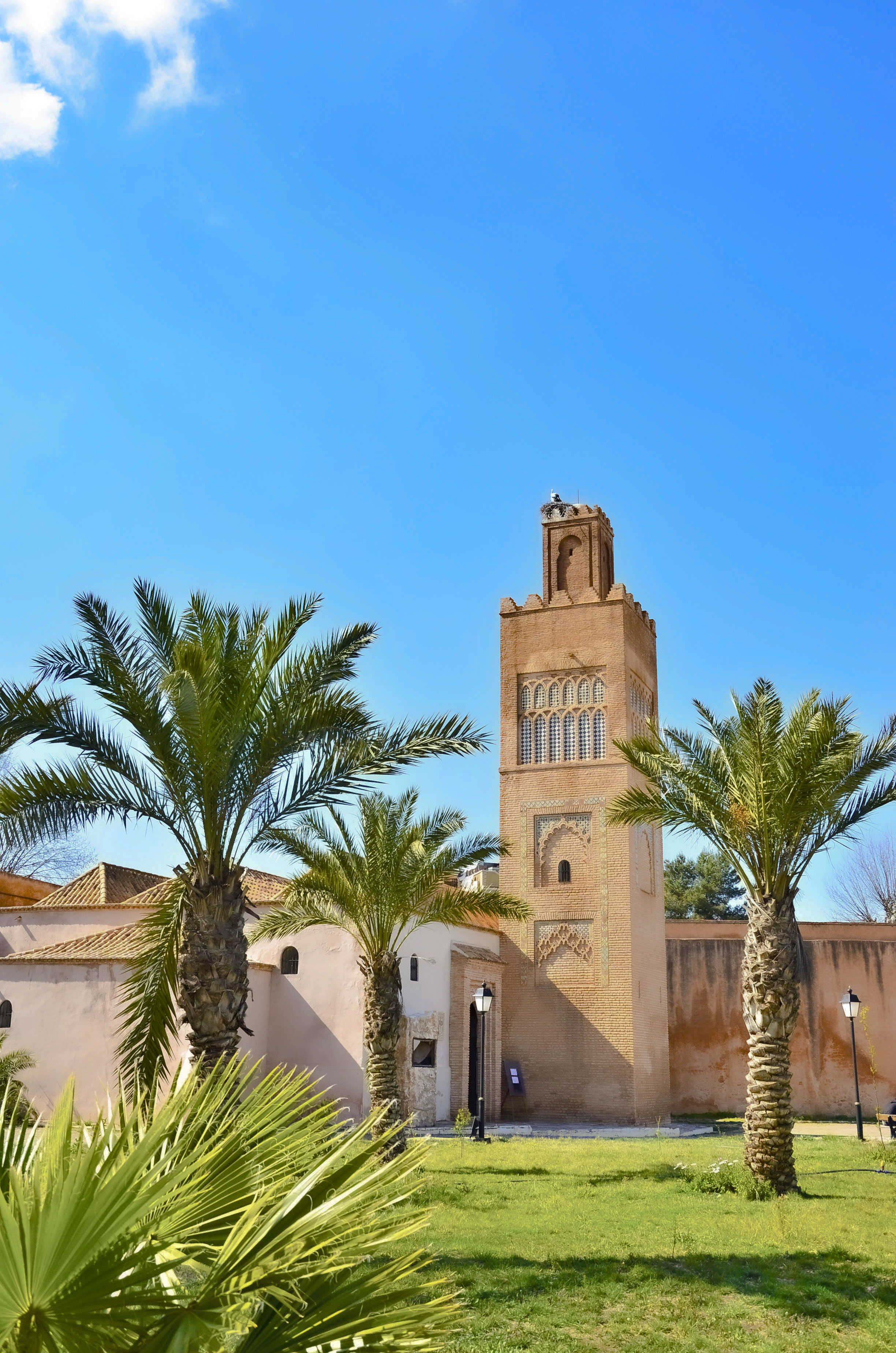
La mosquée a été construite par le sultan Abou Hammou Moussa Ier en 1317

La mosquée d'El-Méchouar est construite en 1317 par le prince zianide Abou Hammou Moussa Ier . Elle est entièrement remaniée à l’époque ottomane et transformée en église pendant la colonisation. Après l’Indépendance, le monument redevient une mosquée.
De la période zianide, la mosquée ne conserve aujourd'hui que son minaret. Le style de ce minaret se rapproche de l'art hammadide et du style almohade.
Sur le minaret, figurent deux inscriptions. La première : « al-yûmn wa'l-iqbâl » (« Le bonheur et le succès ») est une formule courante que l’on retrouve sur de nombreux monuments, comme sur le célèbre vase de l'Alhambra. La deuxième étant :« yâ Thiqatî yâ Amalî ! Anta Erradjâ, Anta al-Walî. Akhtim bi Khaïrin 'amalî » (« Ô ma Confiance, Ô mon Espérance, c'est Toi l'Espoir, c'est Toi le Protecteur, scelle mes actions pour le Bien »).

### Le palais royal

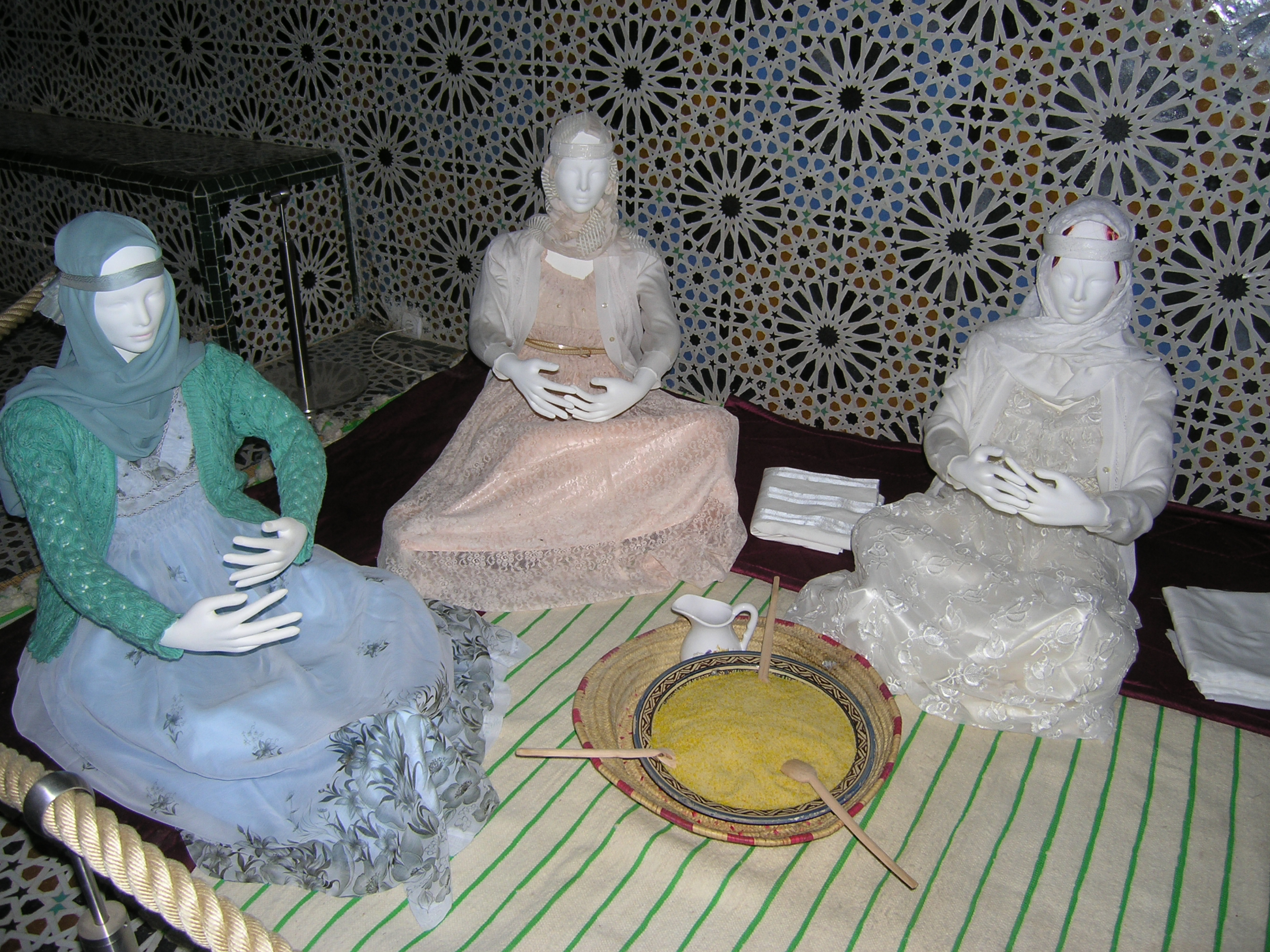
Costumes traditionnels algériens exposés au centre d'interprétation.

Le palais royal probablement construit au XIVe siècle, était la résidence officielle des rois zianides. L'architecture de ce palais ressemble à celle des bâtiments publics de l'époque, un ensemble d'espaces ouverts structurés autour des cours, et séparés par un péristyle. En 2010, le palais a été reconstruit à la suite de fouilles archéologiques et recherches historiques. Le palais restauré est composé de quatre ailes autour d'un patio contenant un jardin intérieur et un bassin ; il occupe une superficie d'environ 4 000 m2.
L'intervention a consisté à reconstruire les parties manquantes à l'aide de techniques traditionnelles pour reconstruire le toit, les murs porteurs, les planchers, les portiques, les fontaines et le grand bassin. De même, les murs les plus anciens ont subi des réparations et consolidation. Les chambres et le patio sont généralement pavés de zellige datant du XIIe siècle.
Le palais abrite aujourd’hui un centre d'interprétation du costume traditionnel algérien.

### Le petit palais
Cette résidence se compose de deux pavillons couverts par un toit en bois. Elle a été transformée en structure culturelle. Ce bâtiment est l'un des plus beaux dans la citadelle.

### Le rempart et ses sentiers

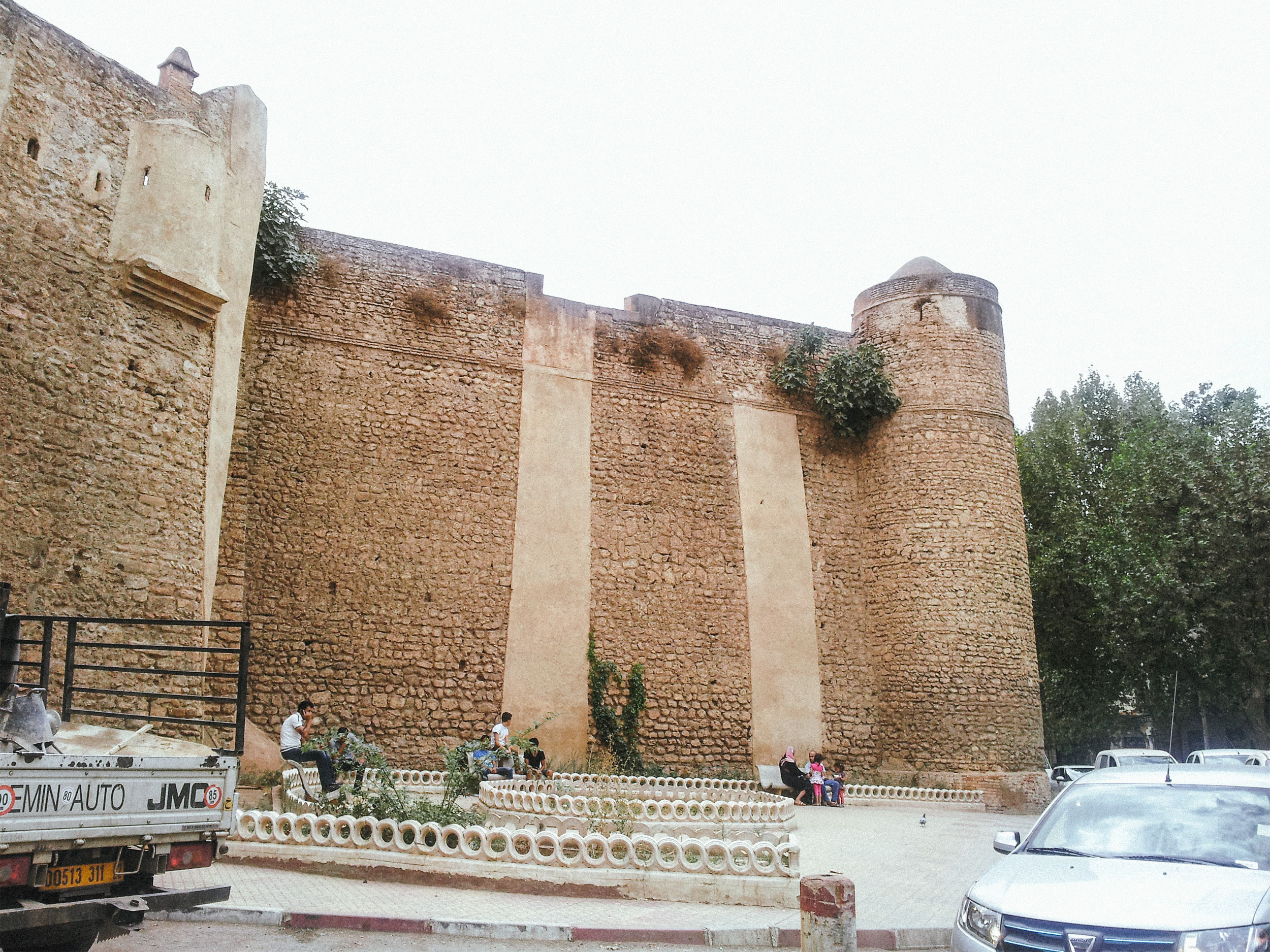
Les remparts.

Le rempart est une grande forteresse. Sa hauteur originelle varie entre 7 et 12 mètres. Un sentier d'environ deux mètres de large circonscrit son sommet . Trois côtés du rempart datent de la période zianide entre 1431 et 1461, après un siècle de construction de la résidence royale. Cependant, le côté sud inclus dans le rempart de la ville remonte à la fondation de Tagrart.
Le rempart comporte sept tours et deux portes qui s'ouvrent au milieu du côté ouest et sud.

### La poudrière
La poudrière est un bâtiment rectangulaire avec un toit à double pignon couvert avec des carreaux de terre cuite rouge.

### L'ancienne prison
Située le long du nord-est de l'enceinte, la prison se compose de deux niveaux. Elle a subi plusieurs modifications, de consolidation et de travaux d'embellissement. Depuis 2014, la zone est occupée par l'administration du Centre National dédié au costume traditionnel algérien et les pratiques folkloriques.

### Bâtiment voûté
C'est une grande enceinte voûtée avec une terrasse accessible par la passerelle de l'enceinte nord. Elle a été transformée en galerie d'exposition du Centre National d'Interprétation du Costume Traditionnel et des Pratiques Populaires Algériennes. Entre 2000 et 2009, elle a servi comme un restaurant traditionnel.

### Bâtiments coloniaux
Les pavillons datant de la période coloniale sont situés à côté de l'enceinte occidentale d'El Mechouar. À la suite de la restauration de ce pavillon, il abrite les locaux de l’École Régionale des Beaux-Arts.

## Fouilles archéologiques et restauration

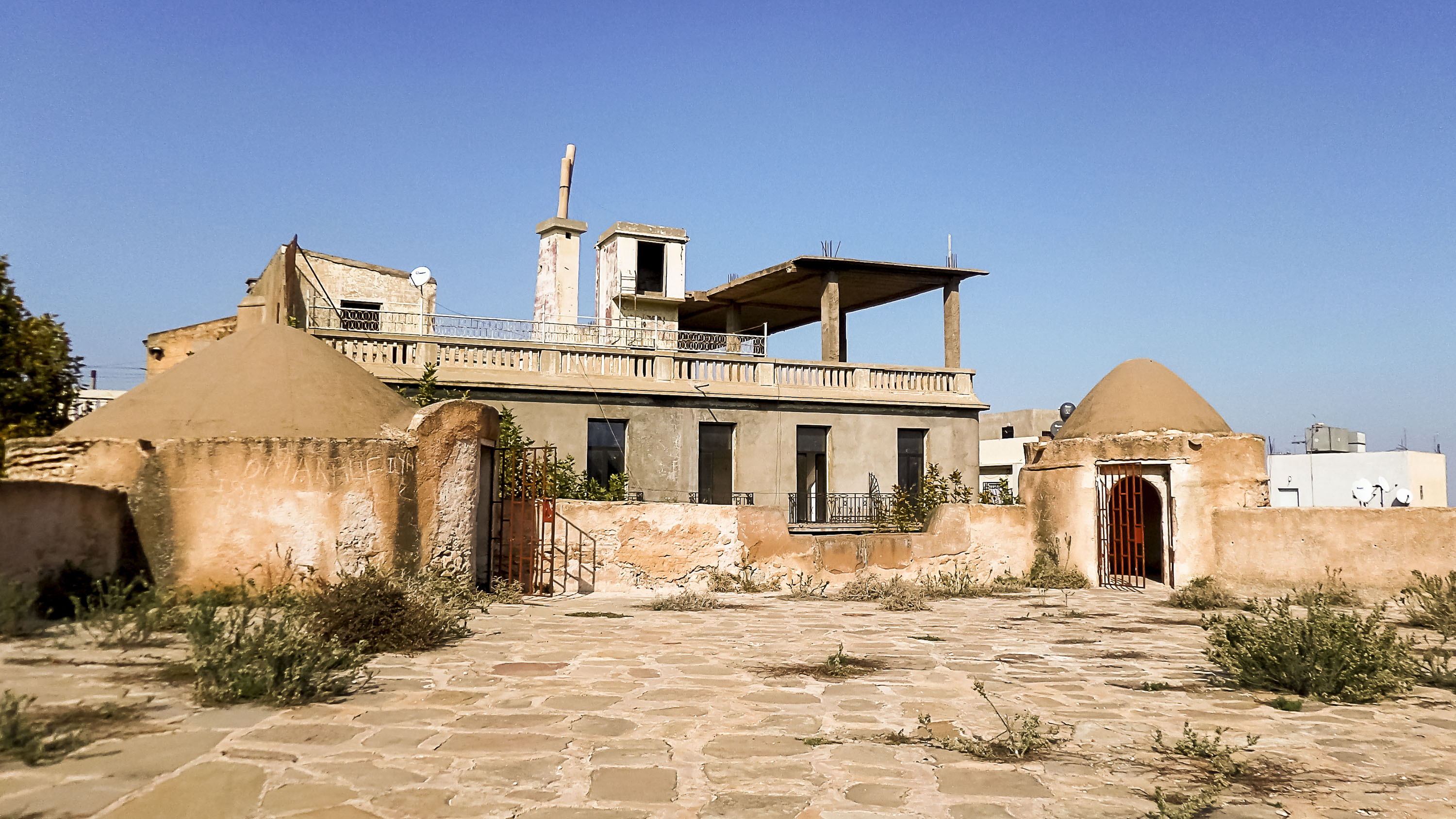
Intérieure de la citadelle.

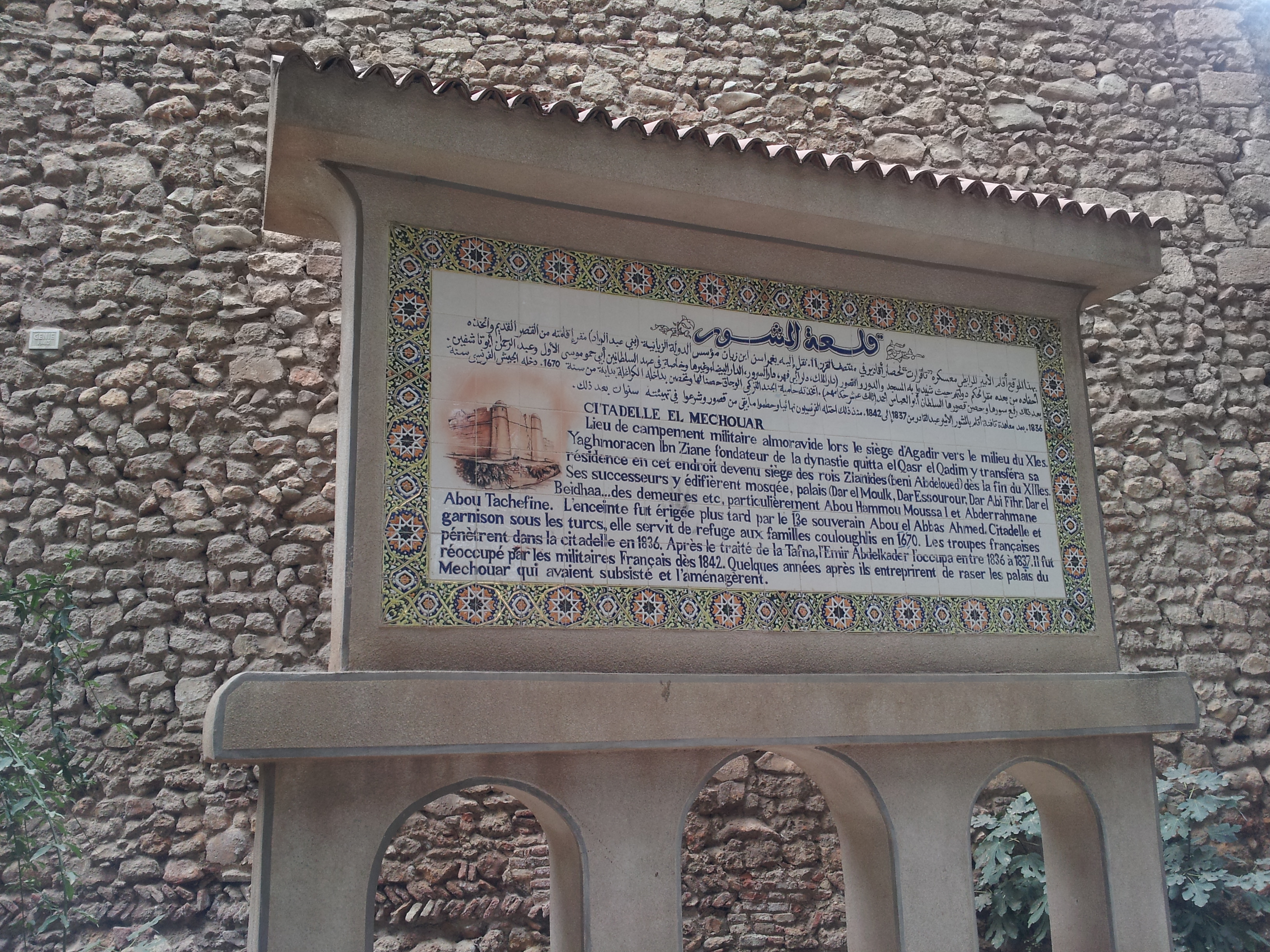
Panneau d'information de la citadelle.

En 1990, des vestiges médiévaux ont été retrouvés. Des fouilles réalisées en 2008-2009 dans l'enceinte palatine du Mechouar ont mis au jour un ensemble résidentiel, daté du XIVe siècle : riche de deux niveaux anciens, la salle à alcôves qui était un élément clé de l'ensemble avait été conservée, dissimulée sous des placages du XIXe siècle ; sa stratigraphie ornée de compositions de zellijs, plâtres sculptés ou décors peints sur enduit – témoigne d'une grande qualité, à un parallèle avec les architectures nasrides de l'Alhambra. Il s'agit d'une mission de coopération développé à Tlemcen qui a associé deux entités algériennes avec divers partenaires français.
Les plans conservés au Service historique de la Défense en France, ont permis de retrouver les aménagements intervenus à partir de 1842, après la conquête française. Dans le cadre de la préparation de l'évènement culturel Tlemcen, capitale de la culture islamique 2011, le ministère algérien de la Culture a lancé en 2010 un projet de restauration du palais El Mechouar. Ce projet est précédé d'une phase de fouilles archéologiques dirigées par le Centre national de recherche en archéologie. Ces fouilles permettent de mettre au jour des traces de constructions de différentes époques ainsi que du mobilier archéologique tels que des pierres tombales, des espaces d'eau ou des pièces de céramique.
Lors de fouilles aux alentours et dans la cour du palais royal, des silos, au nombre de seize, remontant à l'ère de la dynastie zianide sont découverts. Ils étaient utilisés pour la conservation et le stockage de provisions en prévision de toute calamité ou invasion étrangère.
Les fouilles ont également révélé des passages souterrains allant au-delà des limites connues du palais, jusqu'à l'actuel restaurant traditionnel Assila, près de la porte principale du Mechouar, et à l'est, jusqu'à l'école d'arts culinaires de Tlemcen. Des traces d'un des quatre palais d'El Mechouar ont été découvertes, sans démontrer lequel de ces palais il s'agit, à savoir : Dar El-Moulk, Dar Abi Fahr, Dar Essourour et Dar Erraha.  
Il a été possible, à partir des trouvailles de zellige, de prolonger l'identification d'ateliers entreprise et  comment les mérinides avaient su faire appel à des ateliers tlemceniens pour la madrasa-zawiya de Chella mais aussi à la médersa Bou Inania de Fès. En effet, ces découvertes ont permis de dégager les caractéristiques des œuvres des ateliers zianides du xive siècle.

Zeligs originaux et reproductions
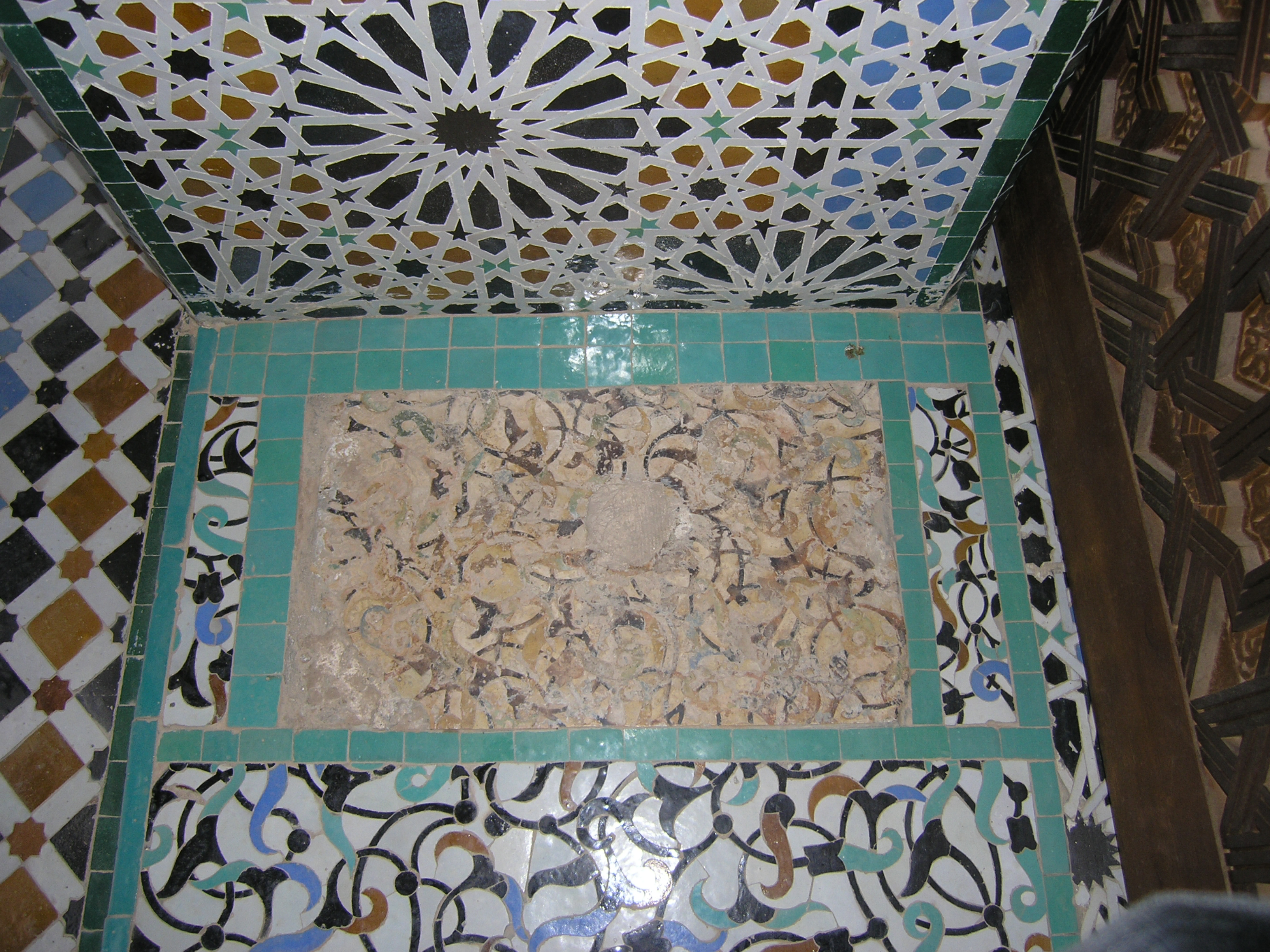
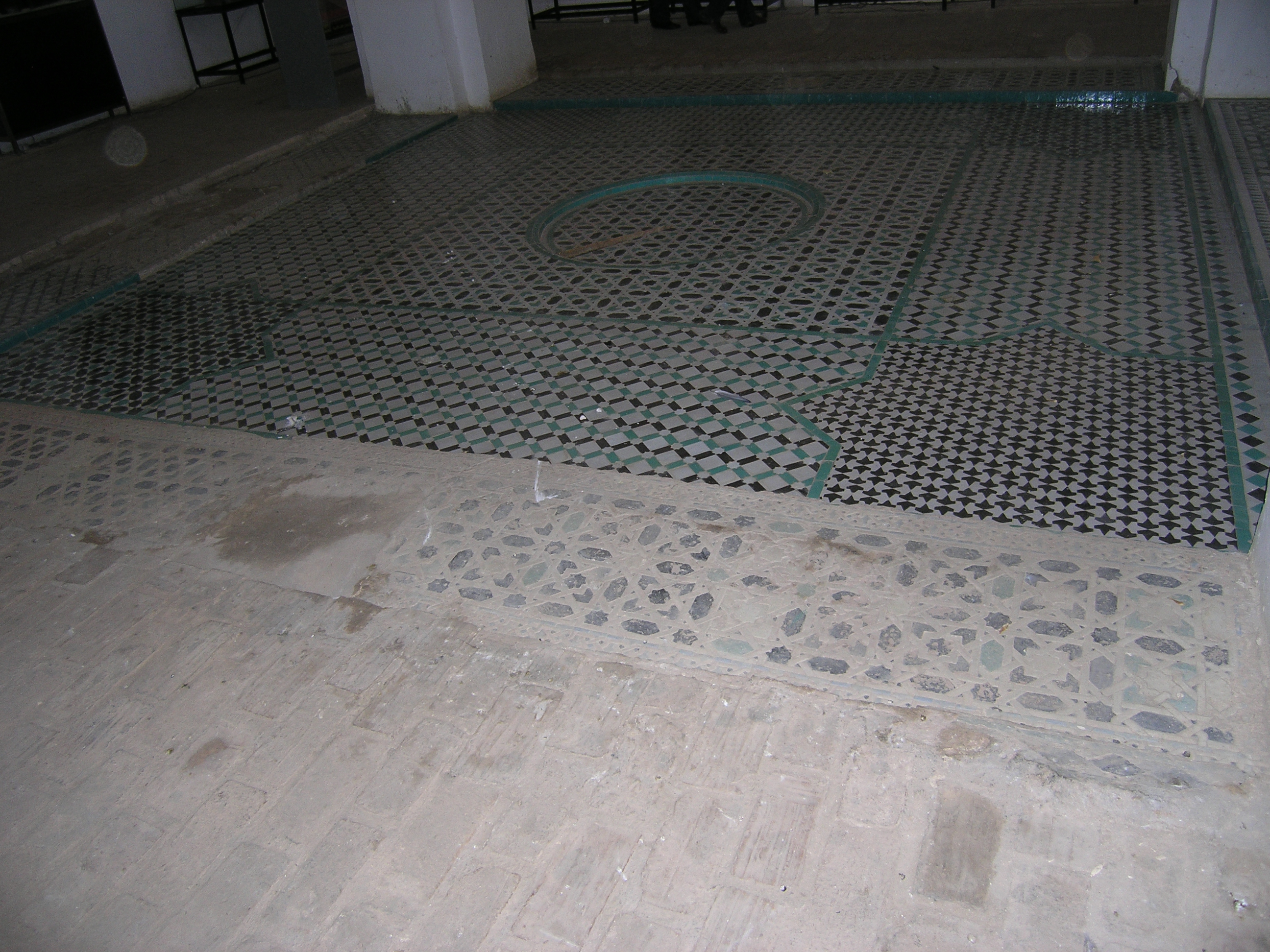
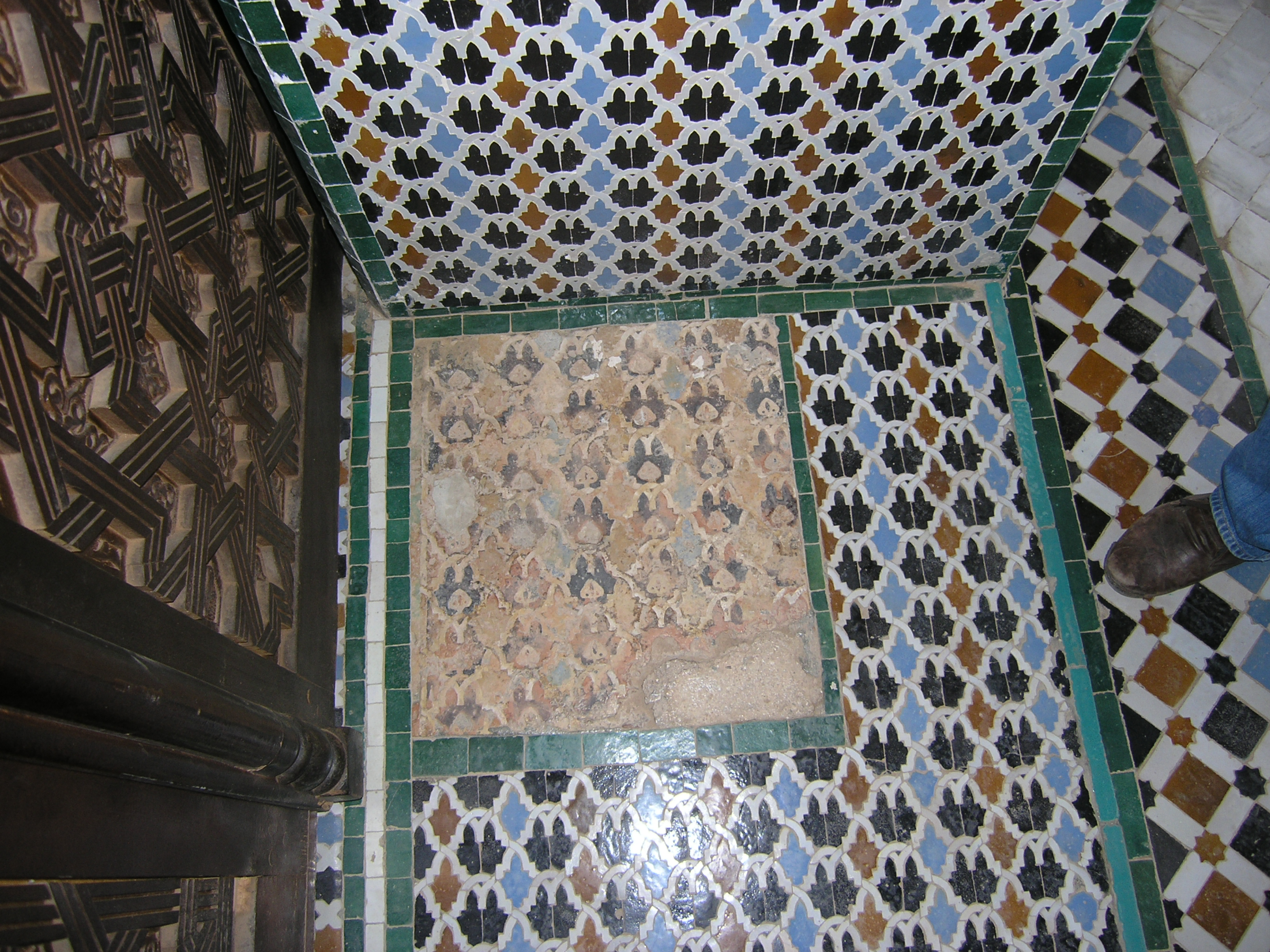

## Galerie

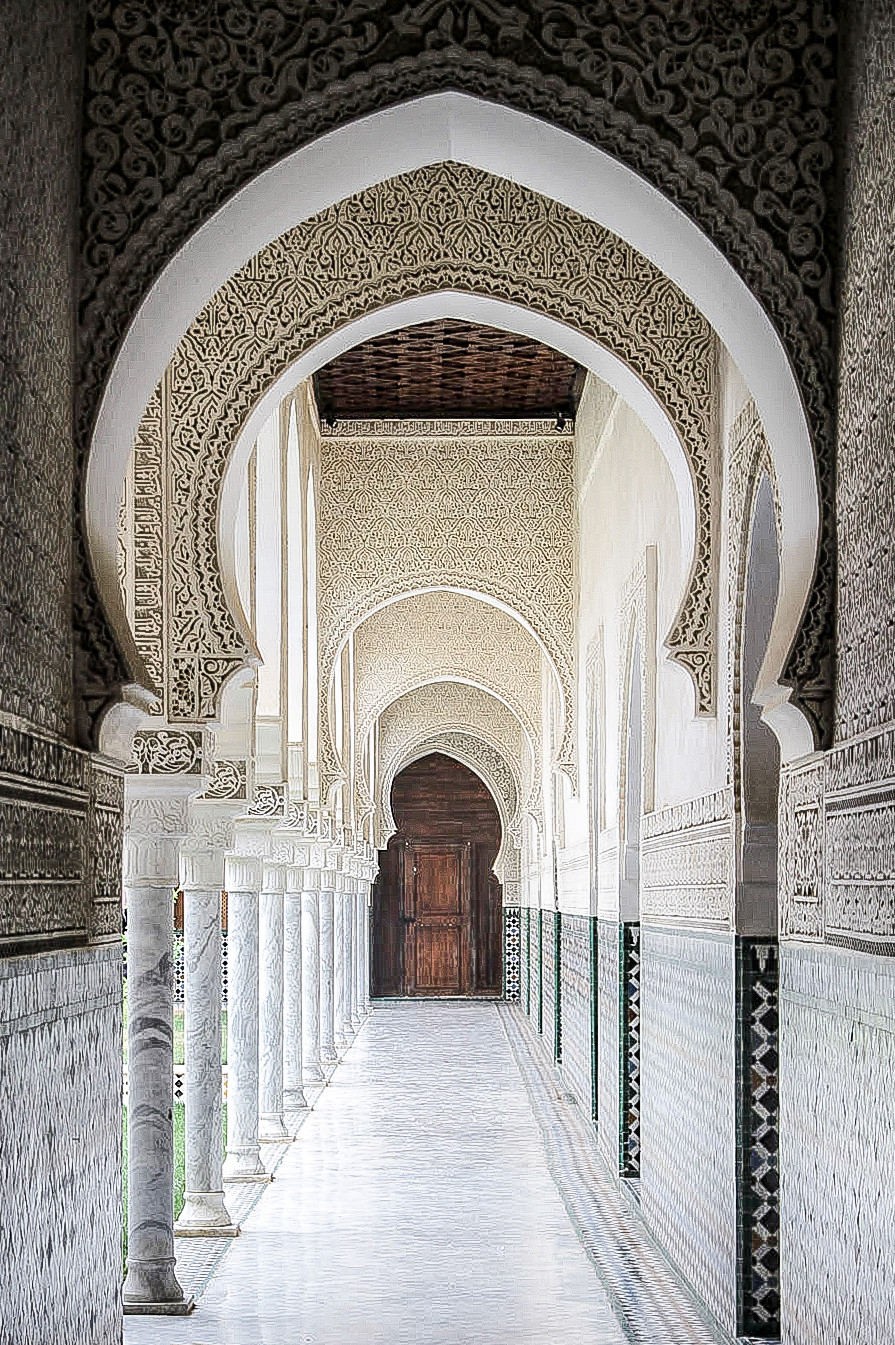
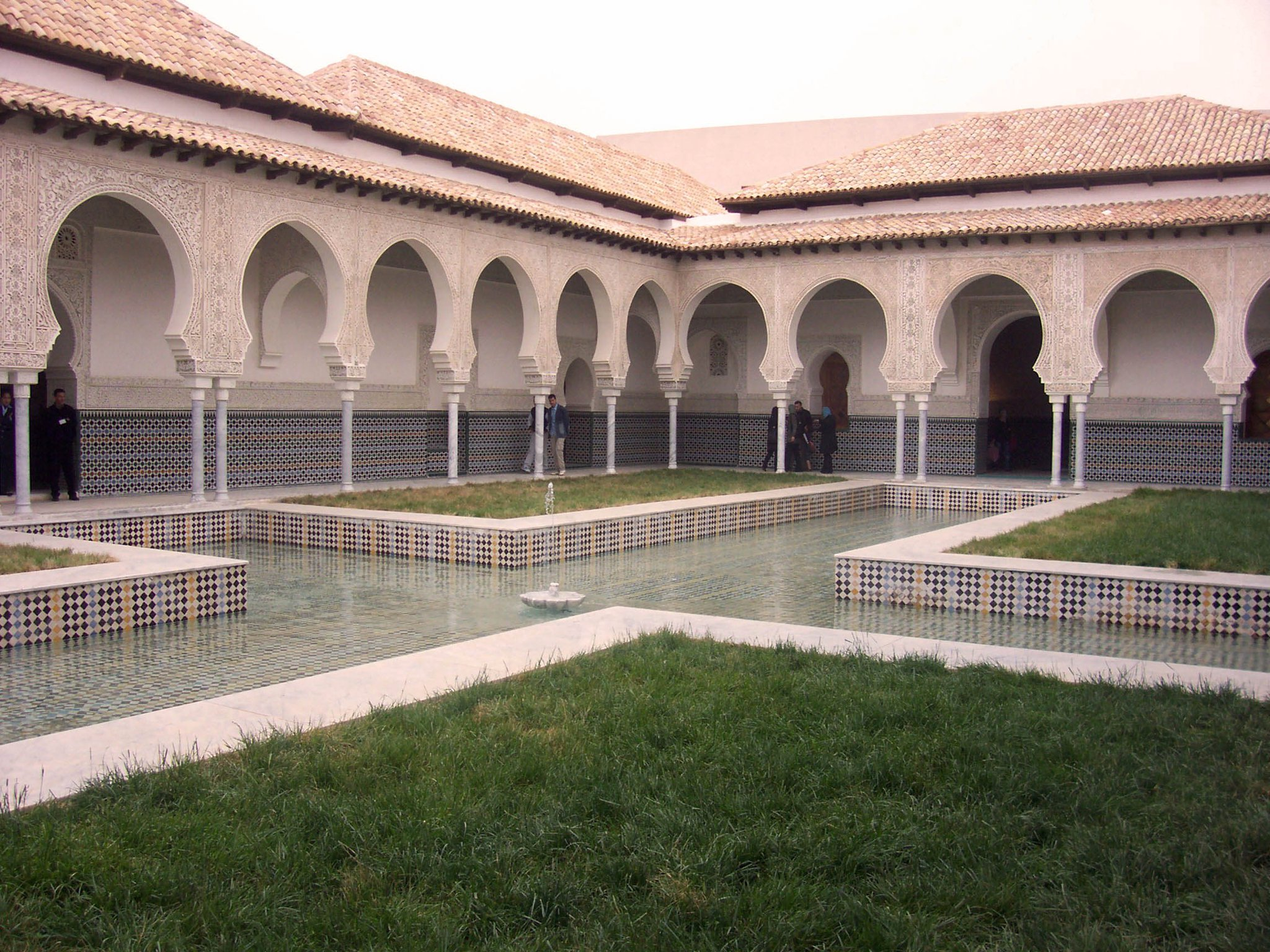
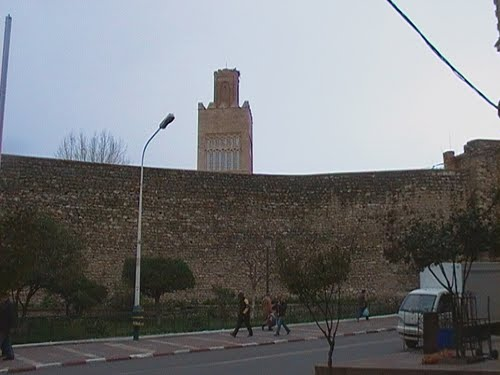
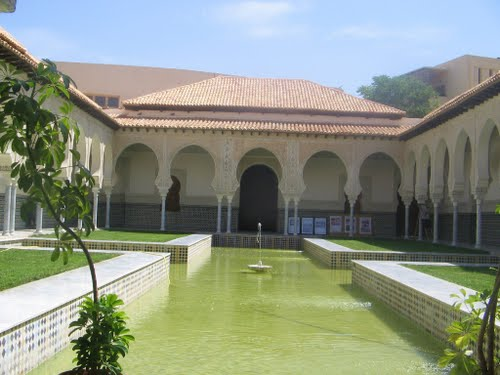
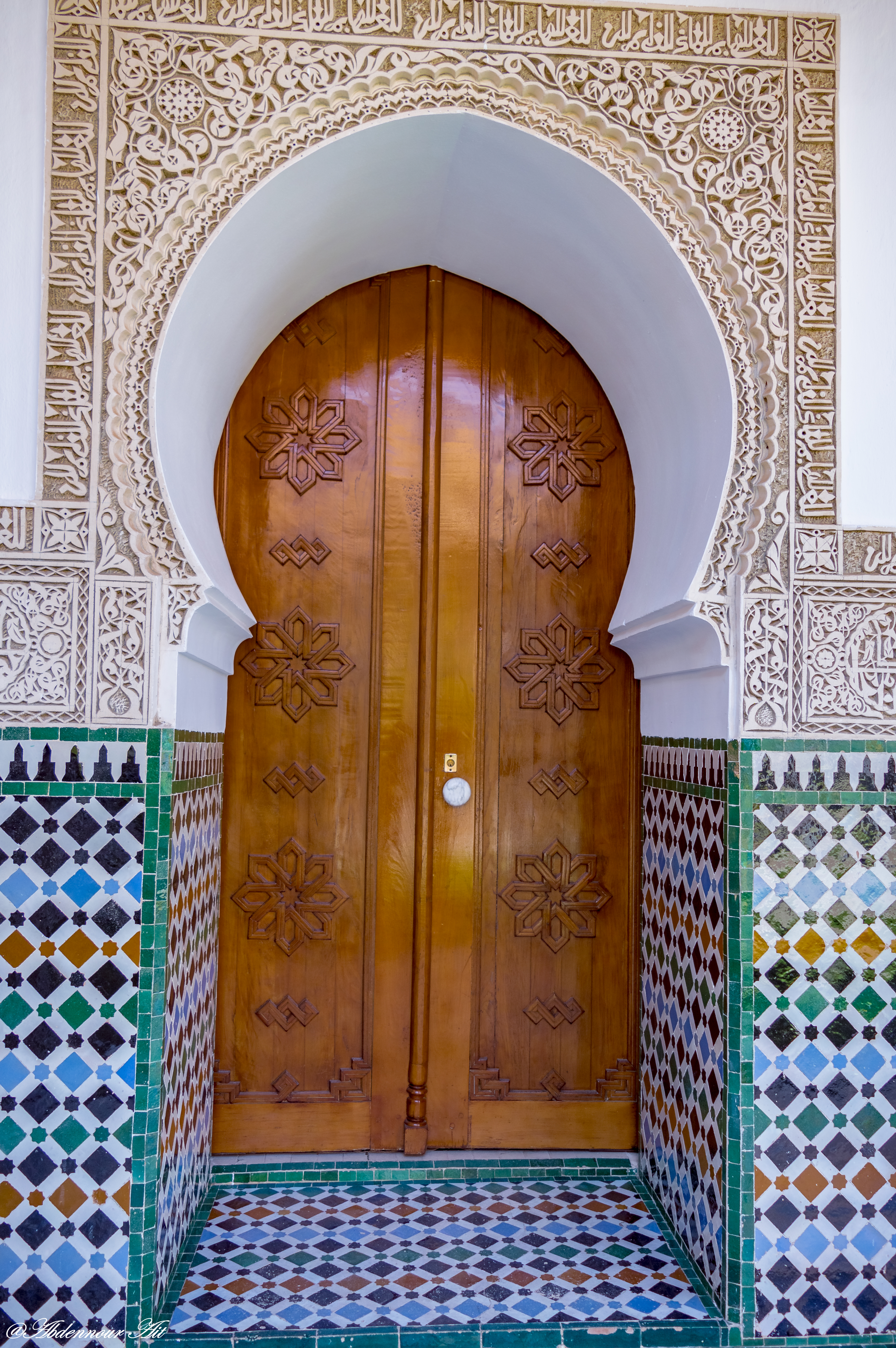
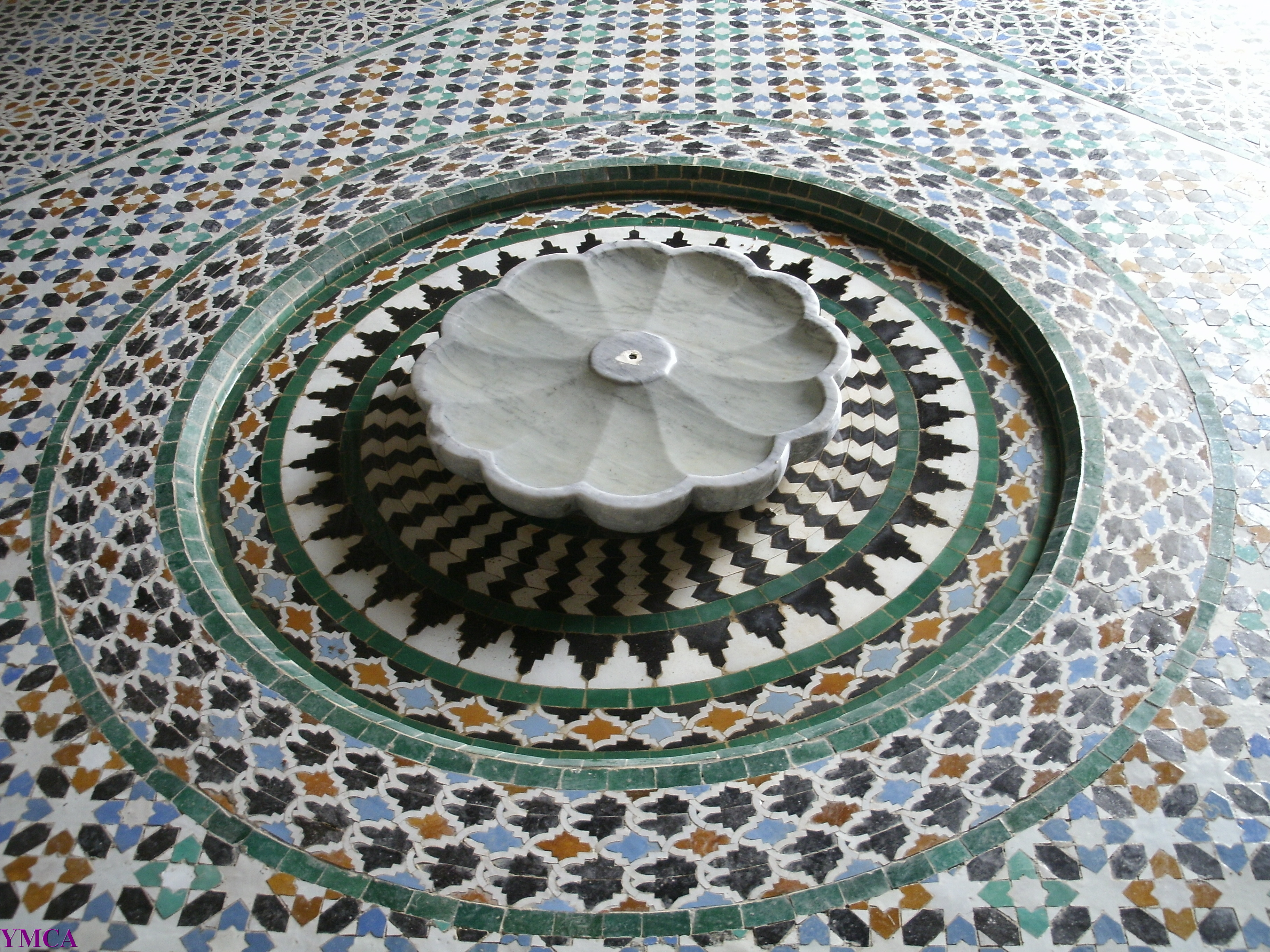